# Rheinsberg
Rheinsberg település Németországban, azon belül Brandenburgban. Lakosainak száma 7971 fő (2023. december 31.).

## Népesség
A település népességének változása:
| Lakosok száma | 9374 | 9005 | 8466 | 8153 | 7948 | 7871 | 7948 | 7971 |
|               | 2000 | 2005 | 2010 | 2015 | 2020 | 2021 | 2022 | 2023 |